# Збручанське
Збруча́нське (в минулому — Новосілка) — село в Україні, у Мельнице-Подільській селищній громаді Чортківського району Тернопільської области. Розташоване на правому березі річки Збруч, на сході району. 
Населення — 421 особа (2003).
Село відоме старовинною церквою святого Миколая.

## Географія
Село розташоване на відстані 365 км від Києва, 110 км — від обласного центру міста Тернополя та 22 км від міста Борщів.

## Історія
Поблизу Збручанського виявлено археологічні пам'ятки трипільської культури. Поселення трипільської культури розміщене в урочищі Соколів. На поверхні зібрано уламки кераміки, тягарець для рибальських сітей, крем'яні знаряддя. Розвідка проводилася 1968 р. під керівництвом Герети І. П. Матеріал зберігається у Тернопільському обласному краєзнавчому музеї. 2011 року були проведені археологічні розкопки цього поселення. Археологи отримали цікаву джерельну базу у вигляді житла та кераміки трипільців.
Перша писемна згадка — 1393.
До 2015 було центром Збручанської сільради. Від вересня 2015 року ввійшло у склад Мельнице-Подільської селищної громади.
12 червня 2020 року, відповідно до розпорядження Кабінету Міністрів України № 724-р «Про визначення адміністративних центрів та затвердження територій територіальних громад Тернопільської області» увійшло до складу Мельнице-Подільської селищної громади.
19 липня 2020 року, в результаті адміністративно-територіальної реформи та ліквідації Борщівського району, село увійшло до складу Тернопільського району.

## Релігія
- церква перенесення мощей святого Миколая (14 століття; мурована, реставрована 1989; найдавніша на Тернопільщині, одна з найстаріших в Україні);,
- костел святого Яна Непомуцького (1731).

## Населення
За даними перепису населення 2001 року мовний склад населення села був таким:

### Мова
Розподіл населення за рідною мовою за даними перепису 2001 року:
| Мова       | Кількість | Відсоток |
| ---------- | --------- | -------- |
| українська | 430       | 99.31%   |
| болгарська | 2         | 0.46%    |
| білоруська | 1         | 0.23%    |
| Усього     | 433       | 100%     |

## Пам'ятки
На території Збручанського є пам'ятка природи місцевого значення — печера Збручанська (Цапова Дюра). Село межує з національним природним парком «Подільські Товтри».

## Пам'ятники
Пам'ятний знак (хрест) на честь миру на землі
щойновиявлена пам'ятка історії.
Робота самодіяльних майстрів, виготовлений із каменю (відновлений 1990 р.).

## Соціальна сфера
Діють школа І ступеня, клуб, бібліотека.

## Відомі люди
Народилися
- Богдан Зуляк (2001—2022) — український військовослужбовець, учасник російсько-української війни[8].

## Світлини

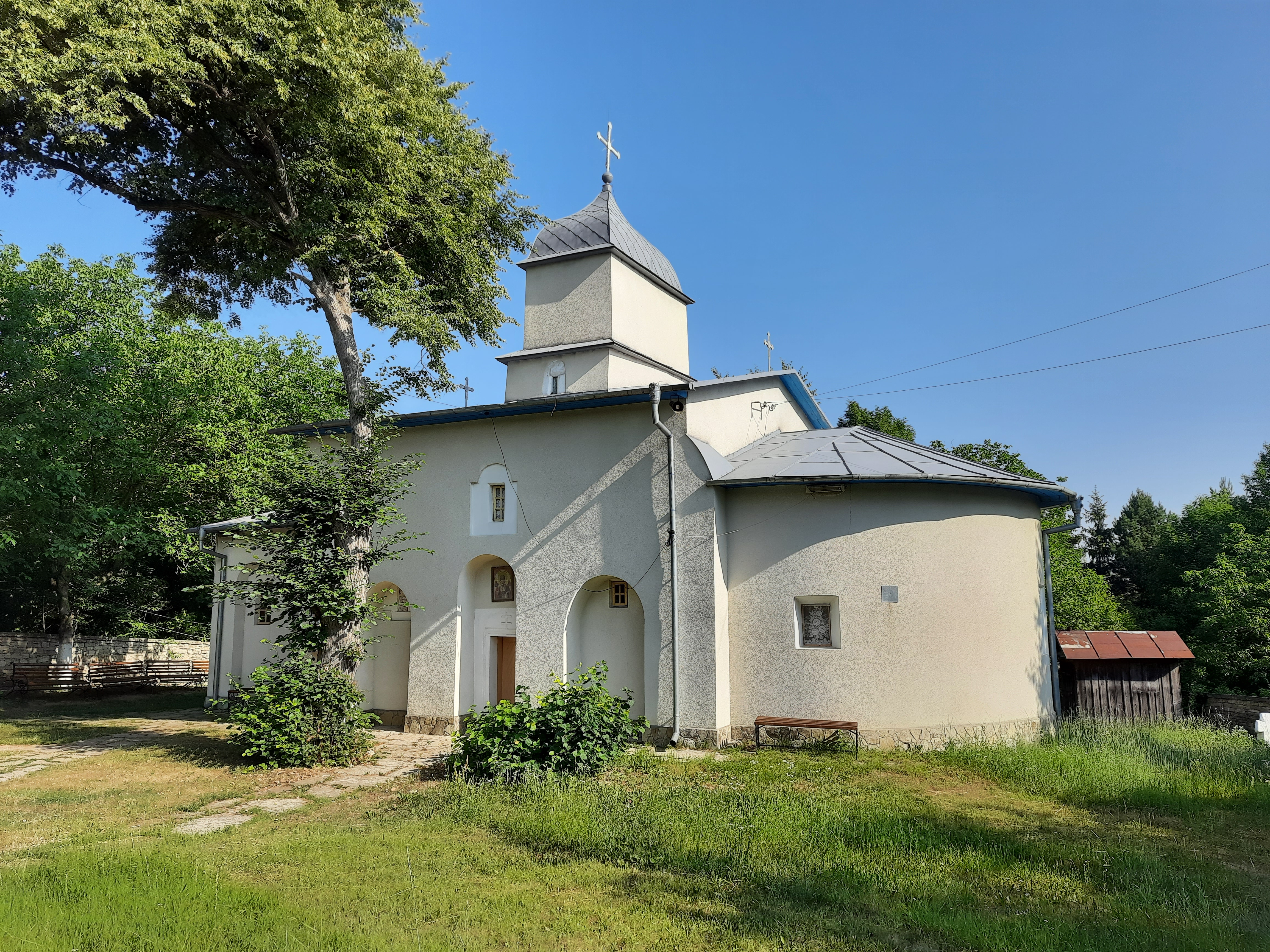
Церква перенесення мощей святого Миколая (14 століття, реставрована 1989р)
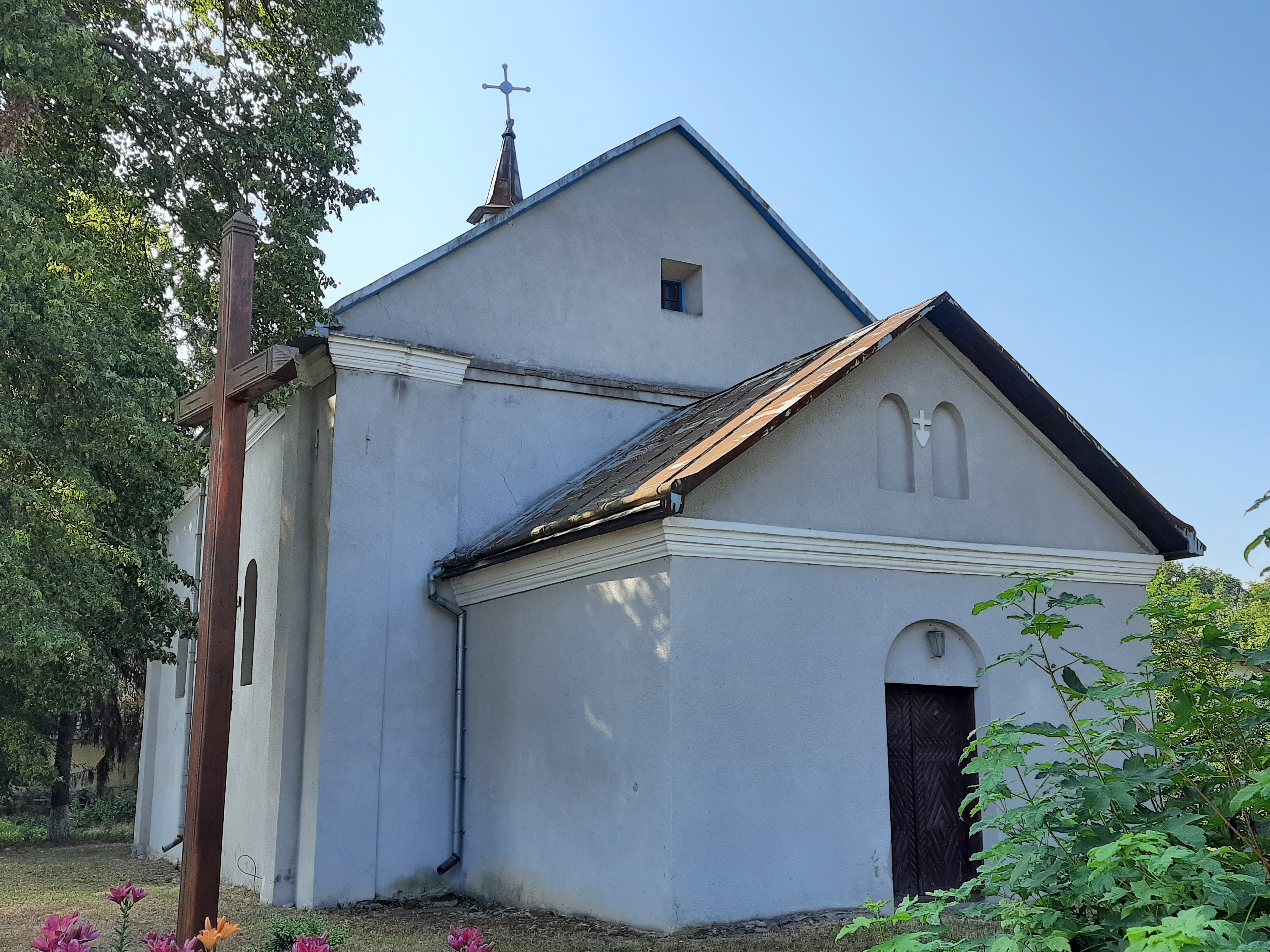
Костел святого Яна Непомуцького (1731)
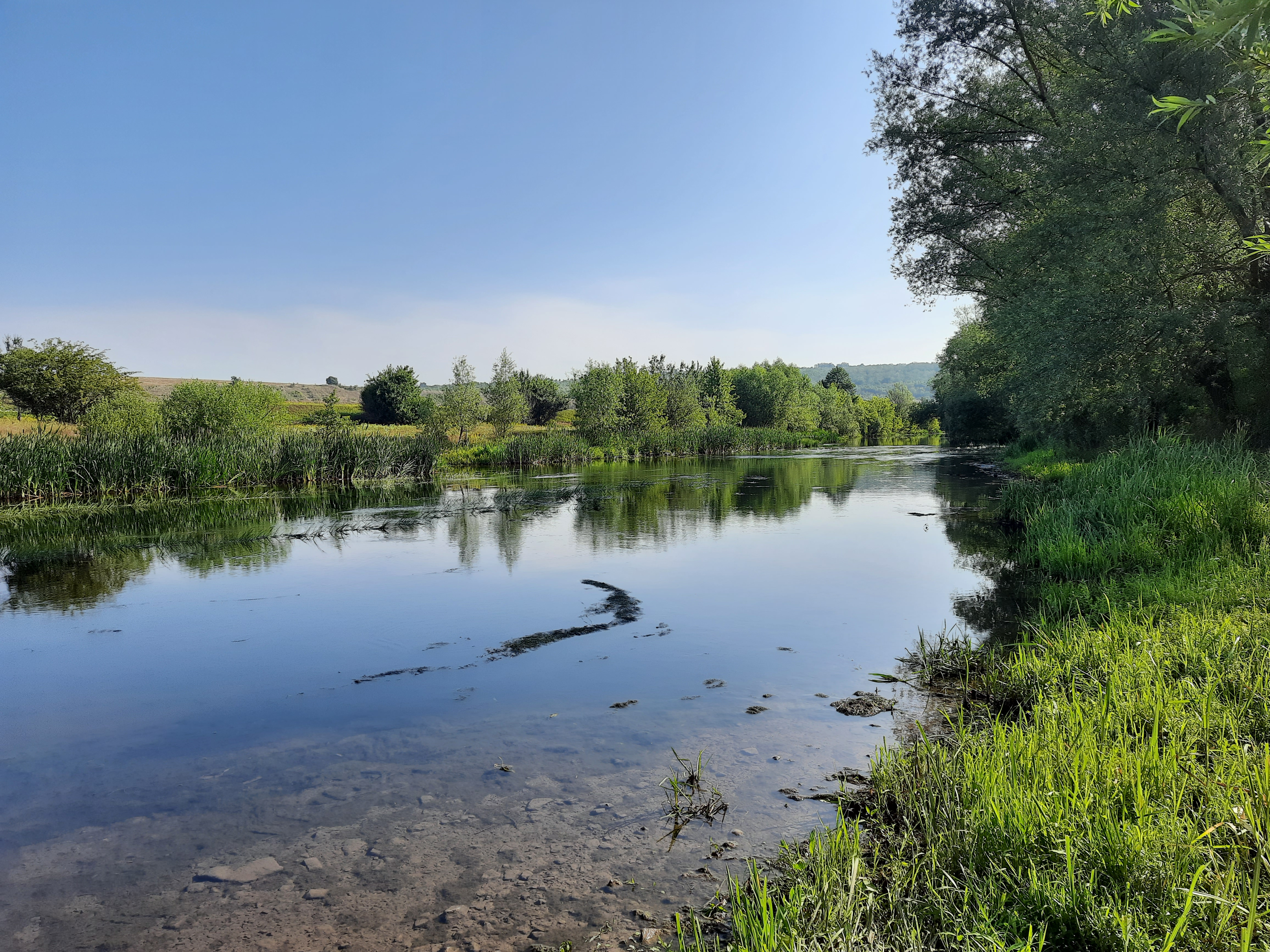
Річка Збруч біля села